# Waldteiche
Die Waldteiche waren drei Kunstteiche im Freiwald zwischen Großhartmannsdorf und Brand-Erbisdorf in Sachsen. Angelegt in der ersten Hälfte des 16. Jahrhunderts versorgten sie bis 1776 Berggebäude im südlichen Freiberger Revier mit Aufschlagwasser. Das angestaute Fließgewässer war der Münzbach.

## Lage
| Name            | Maße         | Fläche | Tiefe | Volumen   | Lage |
| --------------- | ------------ | ------ | ----- | --------- | ---- |
| Alter Teich     | 350 × 190 m  | 4,5 ha | 4,6 m | 37.000 m³ | ⊙    |
| Mittlerer Teich | 220 × 120 m  | 2,2 ha | 3,7 m | 11.500 m³ | ⊙    |
| Pochteich       | 70–90 × 65 m | 0,8 ha | 2,8 m | 5.700 m³  | ⊙    |

Die drei Teiche Alter Teich (auch Wüster Teich), Mittelteich (Mittlerer Teich) und Pochteich lagen im Niederfrei, dem nordöstlichen Teil des Freiwaldes auf dem Gebiet der Gemarkung Erbisdorf. Nur etwa 900 m nach der Quelle des Münzbaches, der hier auch im 19. Jahrhundert noch Waldflössel hieß, folgten sie unmittelbar aufeinander auf etwa 500 bis 505 m ü. NN. Der Alte Teich begann etwa 100 m und nur weniger Höhenmeter unterhalb des Kohlbach-Kunstgrabens. Zwischen Altem Teich und Mittelteich führte schon damals ein West-Ost verlaufender Weg, die heutige Alte Waldstraße. Und nach dem Mittelteich folgte unmittelbar der Pochteich, der kleinste der drei Teiche. Beide sind Nord-Süd ausgerichtet.
Nur etwa 330 m hinter dem Damm des Pochteiches folgt der ebenfalls noch im Freiwald gelegene Erzengler Teich, der mitunter auch als vierter Waldteich bezeichnet wurde.

## Geschichte
Die Teiche wurden vermutlich schon vor 1524 angelegt. Zwei der Teiche hat Martin Planer vor 1570 „dem Bergwerk zu gute machen lassen“. Da sie vor allem in Trockenzeiten versagten, wurde um 1560 mit dem Kohlbach-Kunstgraben Abhilfe geschaffen. Zu alter Zeit existierte hier noch ein weiterer Graben, der, etwas unterhalb des Kohlbach-Kunstgrabens gelegen, über den mittelalterlichen Alten Hof verlief und in den Teichen endete.
Genutzt wurde das Aufschlagwasser durch die Gruben Sonne und Gottes Gabe, Alte Mordgrube, Erzengel, St. Stephan und Sonnenwirbel.
Am Pochteich stand ein Pochwerk, das die Erze der nahegelegenen Gruben verarbeitete. Welche ist nicht bekannt, aber in der Nähe bauten die Gruben Kurhaus Sachsen, Johannes, Freudenstein, Oberes Haus Sachsen, Neues Haus Sachsen und Silberschnur. 1776 wurden die Nutzung eingestellt. Später wurden die Teichflächen mit Fichten bepflanzt. 1840 schließlich wurden die Dämme durchhauen, nachdem das Gebiet durch eine Flut aus dem Kohlbach-Kunstgraben verwüstet wurde.